# Kindle Imagine Develop
La Kindle Imagine Develop, meglio conosciuta con l'acronimo di KID, è stata un'azienda giapponese specializzata nella portabilità e sviluppo di visual novel.
La KID fu fondata nel 1988, con un capitale di 160 milioni di yen. Nei primi anni '90, funzionava principalmente come sviluppatrice a contratto. Titoli noti di questo periodo includono Burai Fighter, Low G Man, G.I. Joe, Isolated Warrior e Recca. Nel 1996, iniziò ad occuparsi di portabilità di giochi per PC a giochi per console. Nel 1999, pubblicò il suo primo titolo originale, Memories Off per PlayStation, che divenne in seguito il primo titolo di una delle sue serie più famose di cui vennero pubblicati numerosi titoli. Nel 2000 pubblicò un altro titolo chiamato Infinity, che in seguito fu rinominato Never7 -the end of infinity-, e Infinity divenne il nome di questa celebre serie. La KID continuò ad occuparsi di portabilità e produsse altri tre titoli di questa serie: Ever17 -the out of infinity-, Remember11 -the age of infinity- e 12Riven -the Ψcliminal of integral-.
Nel 2005, KID divenne sponsor per la serie televisiva giapponese Densha Otoko.
La compagnia dichiarò bancarotta nel 2006. Ad ogni modo, nel febbraio 2007, è stato annunciato che la proprietà intellettuale della KID è stata acquistata da CyberFront, che ha continuato tutti i progetti non ultimati.

## Progetti
Serie Infinity
- Infinity Cure
- Never7 -the end of infinity-
- Ever17 -the out of infinity-
- Remember11 -the age of infinity-
- 12Riven -the Ψcliminal of integral-
- Code 18

Serie Memories Off
- Memories Off
- Memories Off Pure
- Memories Off Festa
- Memories Off 2nd
- Omoide ni Kawaru Kimi ~Memories Off~
- Memories Off ~Sorekara~
- Memories Off After Rain
- Memories Off#5 Togireta Film
- Memories Off ~Sorekara again~
- Memories Off#5 encore
- Your Memories Off: Girl's Style
- Memories Off 6: T-Wave
- Memories Off 6: Next Relation
- Memories Off: Yubikiri no Kioku
- Memories Off: Yubikiri no Kioku - Futari no Fuuryuuan

Altri
- Blocken (Arcade)
- Burai Fighter
- Armored Police Metal Jack (Game Boy)
- Kingyo Chūihō! 2 Gyopichan o Sagase! (Game Boy)
- Battle Grand Prix (Super Nintendo)
- Jumpin' Derby (Super Nintendo)
- Super Bowling (Super Nintendo)
- Super Jinsei Game (2 & 3) (Super Nintendo)
- Chibi Maruko-chan: Okozukai Daisakusen (Game Boy, 1990)
- Chibi Maruko-Chan 2: Deluxe Maruko World (Game Boy, 1991)
- Chibi Maruko-chan 3: Mezase! Game Taishou no Maki (Game Boy, 1992)
- Chibi Maruko-chan 4: Korega Nihon Dayo Ouji Sama (Game Boy, 1992)
- Chibi Maruko-Chan: Maruko Deluxe Gekijou (Game Boy, 1995)
- Mendel Palace (sviluppato con Game Freak)
- Low G Man: The Low Gravity Man
- Kick Master
- G.I. Joe
- Sumo Fighter: Tōkaidō Basho
- UFO Kamen Yakisoban
- Sutobasu Yarō Shō: 3 on 3 Basketball
- Pepsiman
- Doki! Doki! Yūenchi: Crazy Land Daisakusen (Famicom)
- Ai yori aoshi (Playstaion 2, PC)
- Ryu-Koku
- Separate Hearts
- Ski Air Mix
- Recca
- We Are*
- Close to: Inori no Oka
- Yume no Tsubasa
- Max Warrior: Wakusei Kaigenrei
- Kaitou Apricot (PlayStation)
- Kiss yori...
- 6 Inch my Darling
- Dokomademo Aoku...
- Iris
- Milky Season